# Општина Јон Роата (Јаломица)
Јон Роата (рум. Ion Roată) општина је у Румунији у округу Јаломица.
Oпштина се налази на надморској висини од 49 m.